# Rimandas Stonys
Rimandas Stonys (* 10. Juli 1953) litauischer Manager und Unternehmer,  Generaldirektor (Präsident) des litauischen Erdölgasverteilers Dujotekana und Mitgründer des westlitauischen Konzerns VLPFK, Großaktionär der litauischen Energieunternehmen „Geonafta“, „Naftos gavyba“ (91 %), „Dujotekana“ und des Logistikunternehmens „Krovinių terminalas“.

## Leben
In der Sowjetzeit war er erster Parteisekretär des Rajons Klaipėda. Später verlor die Wahlen zum Parlament an A. Šimėnas. Er war Mitglied im Kreistag Klaipėda, District Manager.
2002 wurde er Honorarkonsul der Ukraine für die litauischen Distrikte Klaipėda, Telšiai und Tauragė (Sitz des Honorarkonsulats ist die Stadt Klaipėda).
2006 war Rimandas Stonys der Insolvenzverwalter des litauischen Kraftwerks Kauno termofikacijos elektrinė und nach Angaben des Magazins Veidas der fünftreichste Litauer.
Rimandas Stonys ist verheiratet, Frau Rasa (* 1977), Floristin, haben die Tochter Aušra und den Sohn Marius.

## Einfluss Russlands undDujotekana
2006 bis 2007 stand Rimandas Stonys im Zentrum des Skandals um den Nachrichtendienst VSD und den Einfluss des russischen Kapitals auf die litauische Wirtschaft über strategische Unternehmen wie Lietuvos geležinkeliai, Dujotekana u. a., wobei er für einen Agenten des russischen Einflusses gehalten wurde. Die fließenden Grenzen zwischen den staatlichen und staatsschädlichen Tätigkeiten wurden während des Skandals festgestellt.